# 赫羅托維采

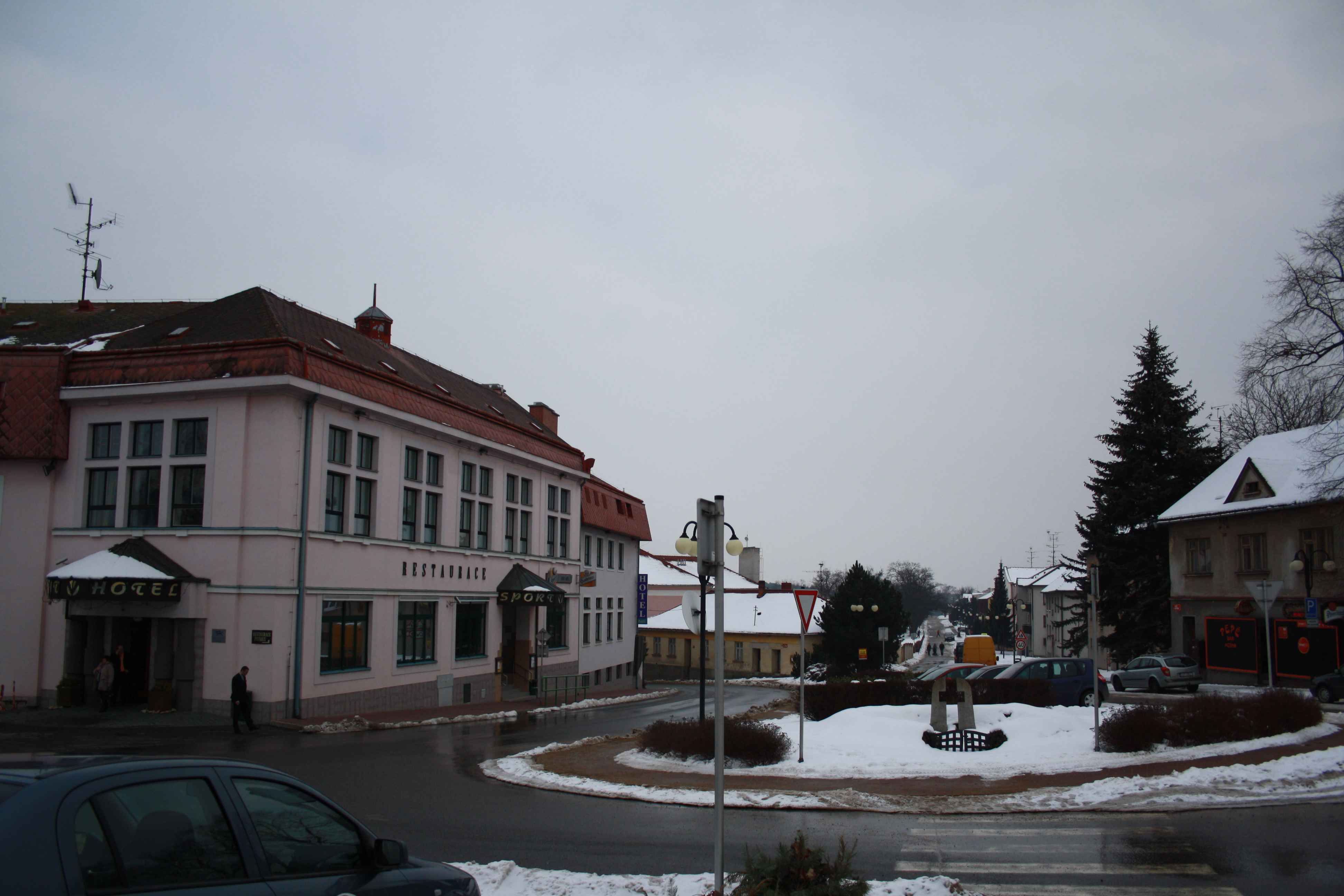

赫羅托維采是捷克的城鎮，位於該國南部，距離特熱比奇17公里，由維索基納州負責管轄，面積21.23平方公里，海拔高度417米，鎮上的城堡建於十六世紀晚期，2006年人口1,736。

## 外部連結
- Municipal website